# Xysticus bilimbatus
Xysticus bilimbatus là một loài nhện trong họ Thomisidae.
Loài này thuộc chi Xysticus. Xysticus bilimbatus được Ludwig Carl Christian Koch miêu tả năm 1875.

## Hình ảnh

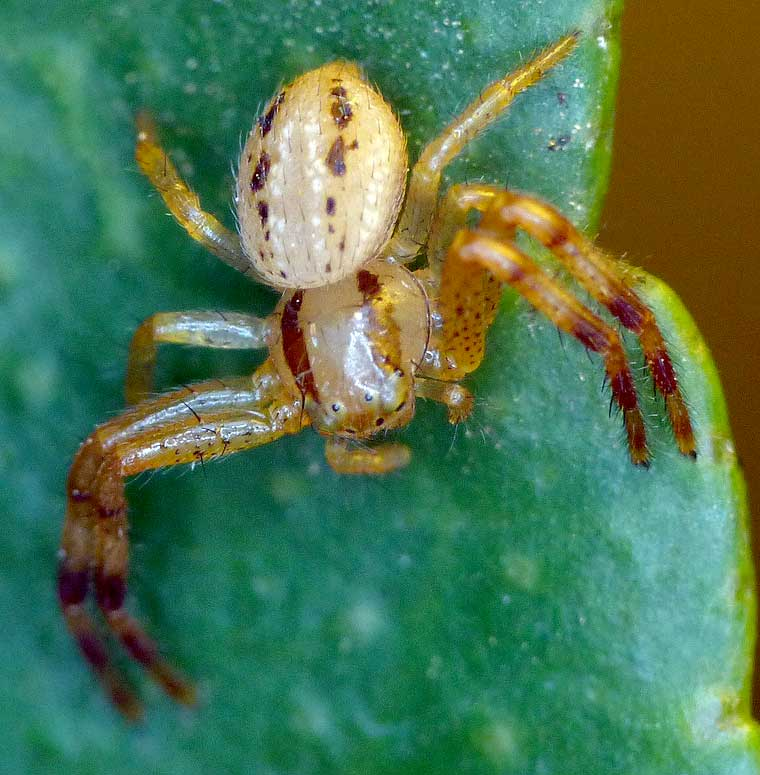